# ژرنوف (ناحیه سمیلی)
ژرنوف (به چکی: Žernov) یک منطقهٔ مسکونی در جمهوری چک است که در ناحیه سمیلی واقع شده‌است.